# Yuzo Kobayashi
Yuzo Kobayashi (小林 祐三, Kobayashi Yuzo) est un footballeur japonais né le 15 novembre 1985. Il évolue au poste de défenseur.

## Biographie
Yuzo Kobayashi participe à la Coupe du monde des moins de 20 ans 2005 qui se déroule aux Pays-Bas. Il dispute quatre matchs dans cette compétition.
Yuzo Kobayashi commence sa carrière professionnelle au Kashiwa Reysol. En début d'année 2011, il est transféré au Yokohama F. Marinos.

## Palmarès
- Champion de J-League 2 en 2010 avec le Kashiwa Reysol
- Coupe du japon en 2013
- Finaliste de la Coupe du Japon en 2008 avec le Kashiwa Reysol